# Argyreia lanceolata
Argyreia lanceolata är en vindeväxtart som beskrevs av Jacques Denys Denis Choisy. Argyreia lanceolata ingår i släktet Argyreia och familjen vindeväxter. Inga underarter finns listade i Catalogue of Life.